# Emmet (hrabstwo Dodge)
Emmet – miasto w Stanach Zjednoczonych, w stanie Wisconsin, w hrabstwie Dodge.